# Bosque Farms
Bosque Farms é uma vila localizada no estado americano de Novo México, no Condado de Valencia.

## Demografia
Segundo o censo americano de 2000, a sua população era de 3931 habitantes. 
Em 2006, foi estimada uma população de 3990, um aumento de 59 (1.5%).

## Geografia
De acordo com o United States Census Bureau tem uma área de 
10,2 km², dos quais 10,2 km² cobertos por terra e 0,0 km² cobertos por água.

## Localidades na vizinhança
O diagrama seguinte representa as localidades num raio de 12 km ao redor de Bosque Farms. 